# Aldeia urbana Marçal de Souza
A Aldeia Marçal de Souza é uma aldeia urbana localizada na cidade de Campo Grande, Mato Grosso do sul, no Brasil. Foi ocupada por indígenas na década de 1990 e depois oficializada pela prefeitura em 1998. É considerada a primeira aldeia indígena em contexto urbano a ser criada no país. Seu nome homenageia a liderança guarani-nhadeva Marçal de Souza, assassinado em 1983. Uma das principais lideranças da aldeia foi a cacica Enir Bezerra.

## História
A área ocupada pela aldeia fica localizada no bairro Tiradentes, na zona leste da cidade de Camṕo Grande.
O terreno de quatro hectares pertencia, desde 1973, à Fundação Nacional do Índio. Foi doado à FUNAI pelo prefeito Antônio Mendes Canale e desde então ficou inutilizado.
Em 1995, a área foi ocupada por indígenas em busca de moradia na cidade. A população que se instalou no local vinha do contexto de redução de suas terras no interior do estado e de extinção do trem do pantanal. Até 1999, os ocupantes viveram em condições precárias de moradia. Apesar das pracariedade, construíram por meio de um mutirão uma escola indígena, como forma de preservar as culturas e línguas indígenas.
A aldeia foi regularizada pelo prefeiro André Puccinelli, em 14 de Julho de 1998. A inauguração oficial foi em 12 de fevereiro de 1999.

### Controvérsia
As casas da Aldeia urbana Marçal de Souza foram projetadas pelos técnicos da Empresa Municipal de Habitação (EMHA) de Campo Grande.  Trata-se de casas populares comuns, com exceção do telhado arredondado, que lembra vagamente uma oca. Assim, estudiosos apontam a falta de preocupação em se respeitar o direito às diferenças de habitação das culturas indígenas no planejamento das construções; especialmente no desrespeito da peculiaridade da composição familiar e da posse coletiva do território, a exemplo de loteamento de terrenos individuais e casas divididas em cômodos, com apenas um quarto.